# 砧板

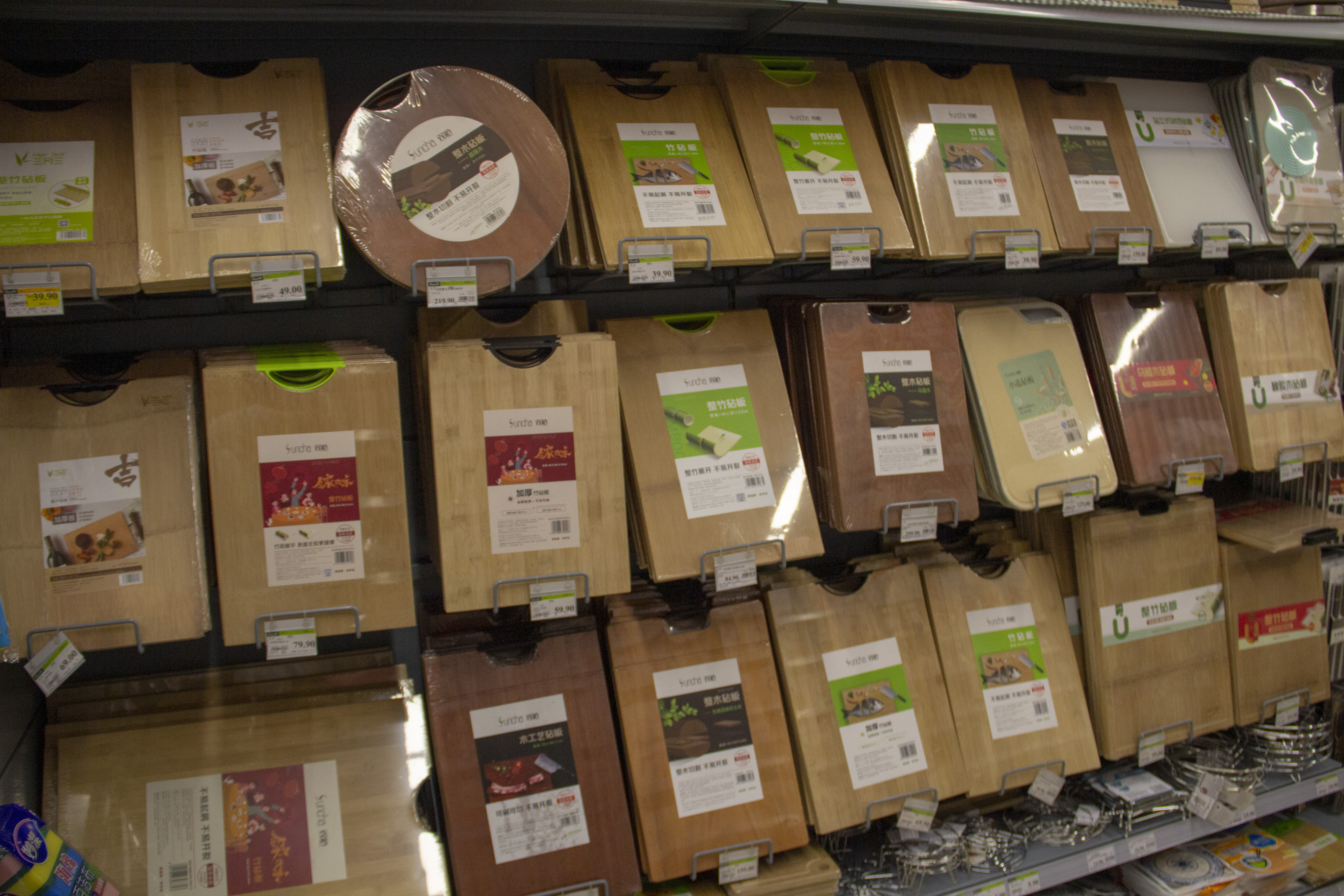
超市货架上的多种切菜板。

砧板，俗称切菜板或菜板，先秦又称俎，是一种厨房用具，主要和刀具配合起来使用，用来切肉、鱼、蔬菜及水果等等。

## 起源

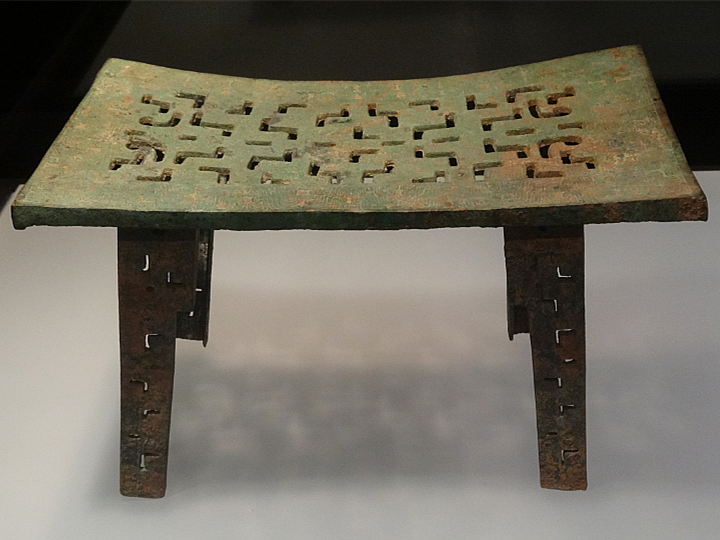
河南淅川出土的春秋时期楚国镂空俎

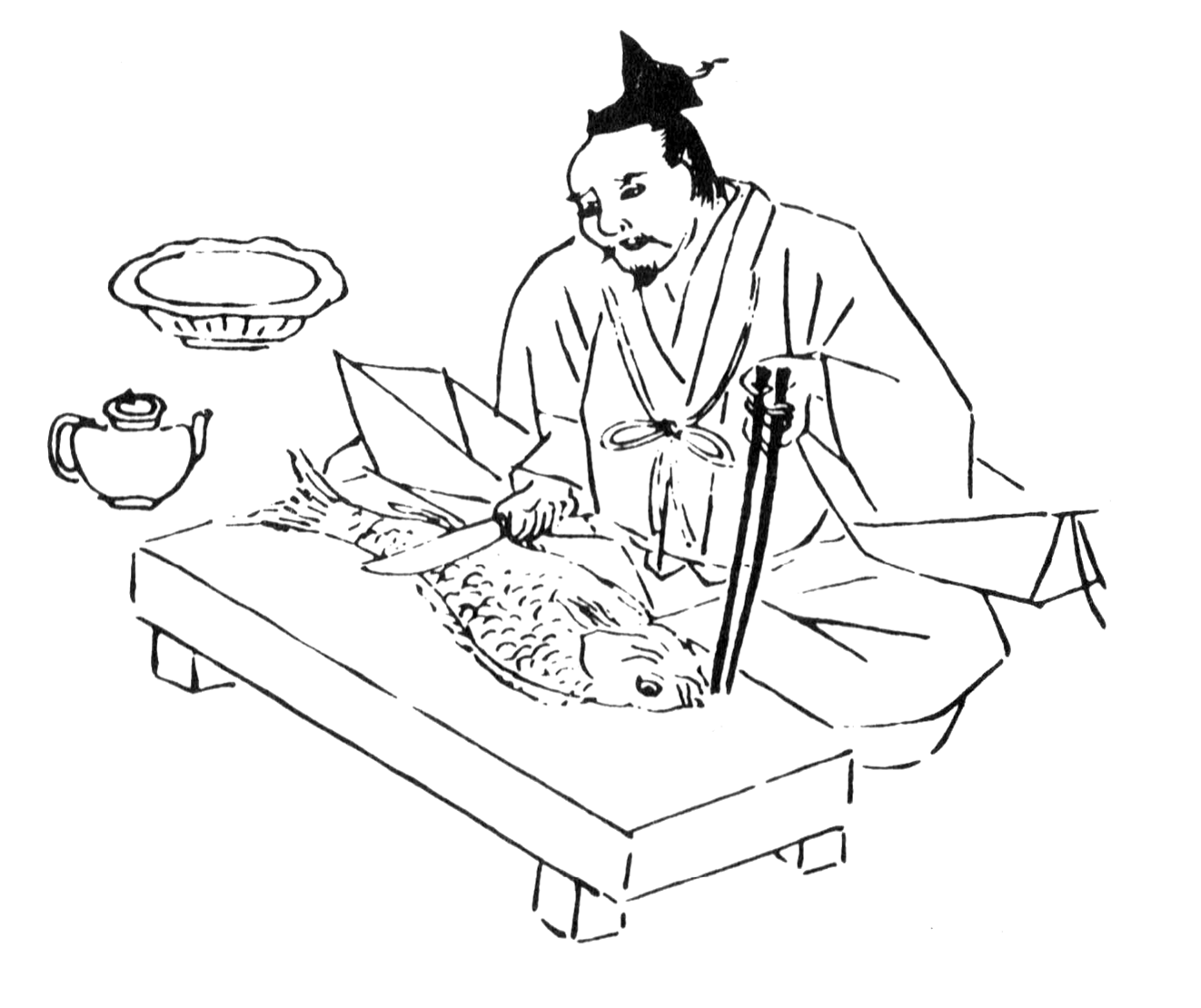
《七十一番職人歌合》中的日式四腳俎，約1500年

中國古代割肉所用的砧板稱為俎，形如几案，多为木制，少有铜铸，长方形，两头有足。先秦时也是古代祭祀时用以载牲的礼器。 這種俎亦傳至其他漢字文化圈地區。日本的俎自平安時代起出現了一種表面彎曲的形制。

## 制作材料
古代有石砧板、木砧板，还有木制漆饰和青铜铸造的，但其砧面多以长方形为主。普通黎民百姓使用的是简朴的石或木砧板，帝王贵族、富贾豪绅则使用华丽的木漆砧板或特制的青铜砧板。
最近科技進步，更出現鈦砧板。
現代砧板常見的材質有木材、竹、塑膠、矽膠、金屬或強化玻璃。

## 文物
- 日本泉屋博古馆收藏有一件饕餮纹俎，几面作长方形，中间微微凹陷，面上四周为蝉纹，两端为夔纹，两壁形足侧面为饕餮纹。通高18.8厘米。
- 1933年，曾在安徽寿县朱家集楚王墓出土的一建青铜俎，长33．4厘米，宽17厘米，高18．2厘米。两头微翘，砧面有4个对称的“十”字形镂孔。
- 1978年，在河南淅川春秋晚期的楚墓M2的发掘中侧过出土一件青铜俎，高24里面，俎面和四足均有矩形镂孔。